# Steractiviteit
Steractiviteit is een term uit de moleculaire biologie die betrekking heeft op de (abnormale, alternatieve) werking van restrictie-enzymen.
Onder bepaalde omstandigheden kunnen restrictie-enzymen minder specificiteit voor hun herkenningssequentie vertonen. Dit resulteert in restrictieactiviteit op niet-canonische herkenningsplaatsen. Deze vermindering van specificiteit kan uitgelokt worden door:
- een lage ionsterkte van de buffer
- aanwezigheid van bepaalde ionen (bijvoorbeeld Mg2+ bij HinDIII)
- een hoge pH
- een hoge concentratie aan glycerol (> 5% v/v)

Er dient vooral aandacht te gaan naar een gunstige glycerolconcentratie, gezien glycerol ook aanwezig is in de bufferoplossing waarin de enzymen geleverd worden (er kan tot 50% v/v glycerol aanwezig zijn). Dit betekent dat het reactievolume voldoende groot moet zijn, om de eindconcentratie glycerol te verlagen en steractiviteit te voorkomen. Het spreekt voor zich dat er bij dubbeldigesten extra aandachtig gewerkt moet worden.
De term 'steractiviteit' werd voor het eerst gebruikt door Mayer, in zijn publicatie rond deze alternatieve activiteit bij EcoRI.